# Ольмека-шикаланка

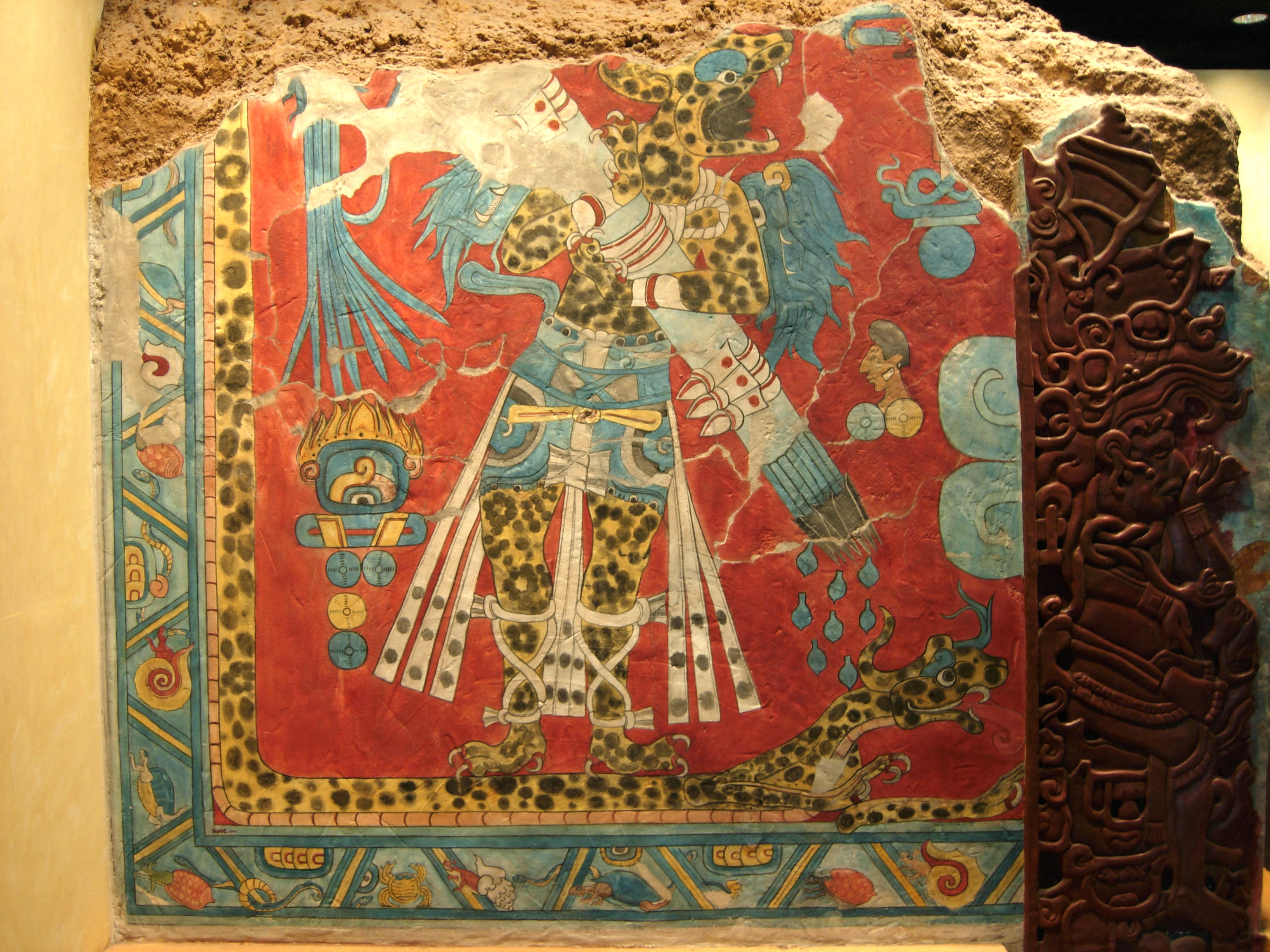
Воин-ягуар. Фрагмент настенной росписи, культура ольмека-шикаланка, Национальный музей антропологии (Мехико)

Ольмека-Шикаланка, Olmeca-Xicalanca — государство или этническая общность, существовавшее в постклассический период на территории мексиканского штата Тлашкала. Центром был, по-видимому, город Какаштла. Хотя испанские авторы называли жителей данного государства «ольмеками», государство вряд ли имеет отношение к ольмекской культуре, исчезнувшей за тысячелетие до его появления.